# ドナウ大曲

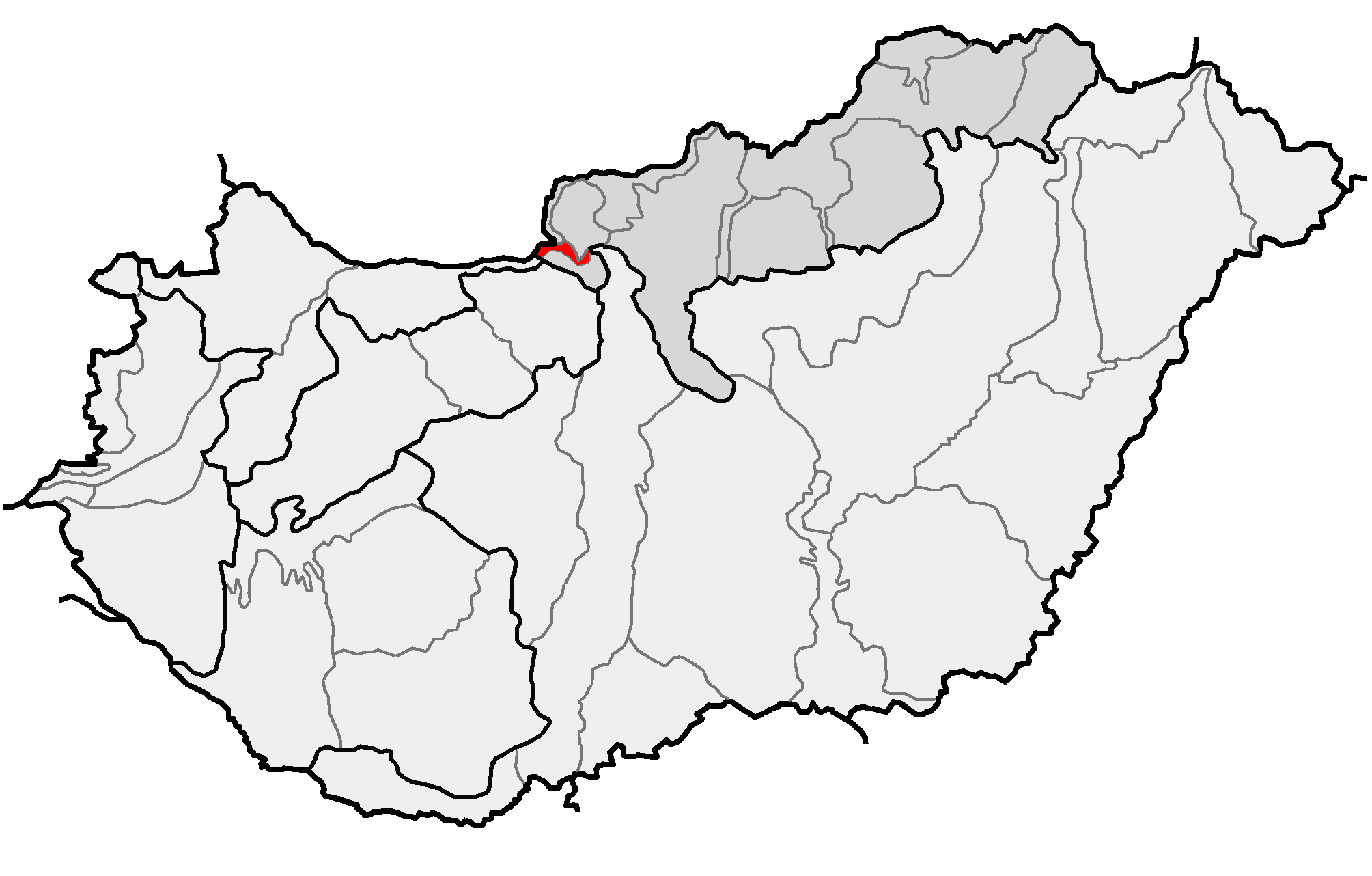
ドナウ大曲（ドゥナカニャル）（赤色部分）はハンガリーの一地方である。

ドナウ大曲（ドナウおおまがり）、ドゥナカニャル（ハンガリー語: Dunakanyar [ˈdunɒkɒɲɒr]、ドイツ語: Donauknie [ˈdoːnaukniː]、スロバキア語: ohyb Dunaja、ルーマニア語: Cotul Dunării、フランス語: Coude du Danube、フィンランド語: Tonavan mutkassa、ポーランド語: Zakole Dunaju、英語: Danube Bend）。日本ではドナウベンドとして紹介されている例が多いが、これはドイツ語のドナウに英語のベンドを付けた造語で、日本の観光業者の造語と思われる。さらにドナウベントという表記も見られるが、いずれにせよ、ハンガリーの地名に英語名を用いるのは本来おかしいので、ハンガリー語名のドゥナカニャルかドナウ大曲という訳語を用いるのが望ましい。ハンガリー語の Duna [ˈdunɒ]（ドゥナ）はドナウ川の意で、kanyar [ˈkɒɲɒr]（カニャル）は「曲がり角」「カーブ」の意である。

## 概要
ドナウ大曲はドナウ川のハンガリー領内、エステルゴム市からブダペスト市に至る区域。この区間ではドナウ川はベルジェニュ山地 (Börzsöny) とヴィシェグラード山地 (Visegrádi-hegység) の間を流れており、ウィーンの方から東西に流れてきていたドナウ川がここで南北に方向を変えブダペストに向かう。ハンガリーにおいては最も風光明媚な観光地である。現在、ドナウ大曲は世界文化遺産に登録申請中である。
1991年2月15日にはドナウ大曲の中心都市のヴィシェグラード市でチェコスロヴァキア、ハンガリー、ポーランドの3か国が友好と協力を進めることを目的として、首脳会議を開き、ヴィシェグラード・グループが結成された。（現在はチェコとスロヴァキアが分離したため、加盟国は4か国となっており、V4とも呼ばれる。）

## 位置
上の定義は狭義のドナウ大曲である。広義のドナウ大曲はドナウ川が大きく曲がっている部分の弧により挟まれたドナウ川の右岸（西岸）と川の北側にそびえるベルジェニュ山地 のペシュト県側の部分、ドナウの湾曲部に挟まれたピリシュ山地(Pilis)、ヴィシェグラード山地とその河岸地域をも含む。

## 自然条件
ドナウ川によって貫通された渓谷らしく、変化に富んだ山地に囲まれている。手入れの行き届いた森林公園や野生動物保護区、避暑地としての河岸のリゾート施設、大小様々の島々があり、水上スポーツや冬のスポーツにも適している地域である。

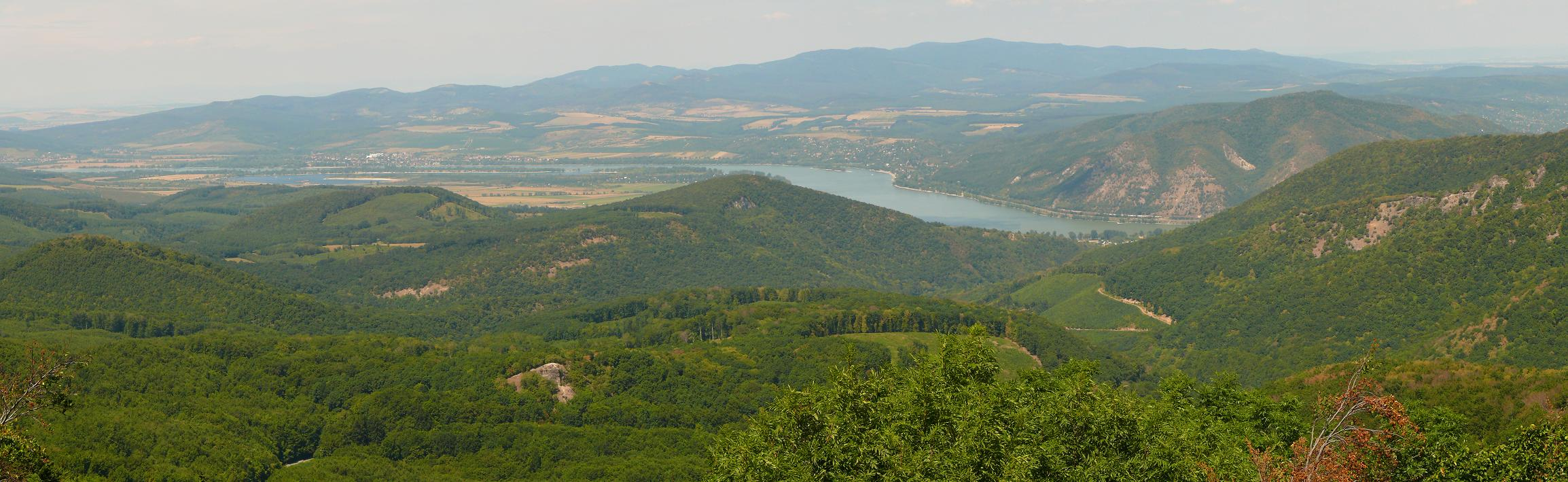
ドボゴー岳 (Dobogó-kő) よりドナウ大曲を臨む

座標: 北緯47度47分57秒 東経19度05分30秒 / 北緯47.79917度 東経19.09167度